# Teatr Paradyż w Łodzi

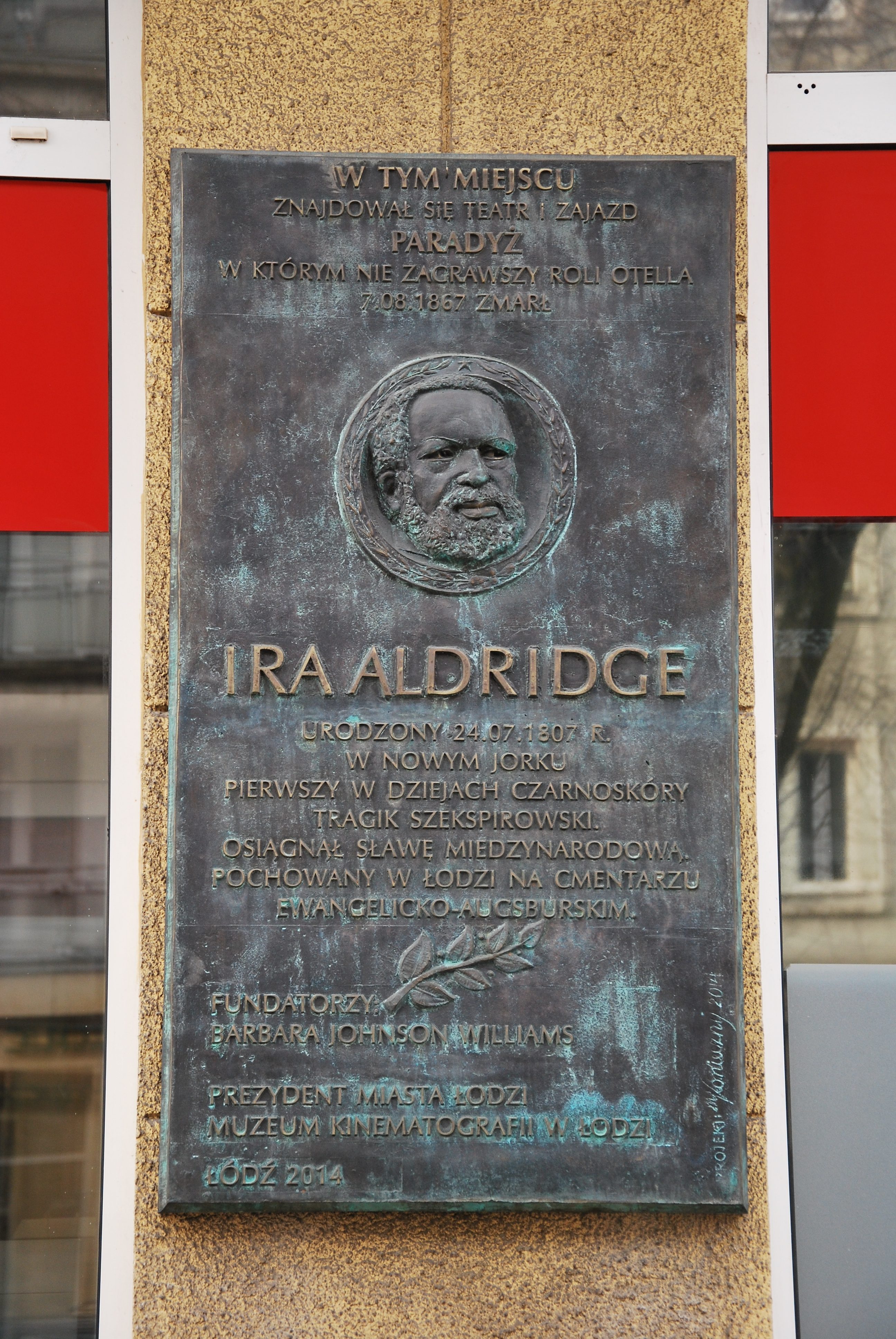
Tablica upamiętniająca Irę Aldridge’a i teatr „Paradyż” (styczeń 2015)

Teatr „Paradyż” (dawniej „Paradyz”) – nieistniejący, najstarszy teatr oraz jeden z najstarszych domów zajezdnych na terenie Łodzi, mieszczący się przy ul. Piotrkowskiej 175. Znajdują się tam także pozostałości najstarszego ogrodu publicznego w mieście.

## Historia
„Paradyż” został założony w 1827 roku przez Jana Adamowskiego – właściciela szynku przy Rynku Nowego Miasta (obecnie plac Wolności 9), sprzedawcy trunków. Na początku wzniósł on oficynę z dachem pokrytym gontem wraz z pokojami gościnnymi, kręgielnią oraz drewnianą piwnicą ze składem win. Dwa lata później, w 1829 roku wybudowano murowany dom zajezdny oraz urządzono ogród spacerowy w stylu angielskim na jego tyłach. Dom zajezdny Adamowski nazwał „Paradis”, co oznacza „Raj”. W 1834 roku nieruchomość przeszła na własność Henriety Hentschlowej, która jednak zbytnio nie opiekowała się obiektem. Dopiero kiedy wyszła za mąż za Michała Kunkla, ogród zaczął wydawać się bardziej zadbany. Ponadto Michał Kunkel założył w zajeździe elegancką restaurację oraz postawił nowe budynki.
W połowie lat pięćdziesiątych XIX wieku została uruchomiona w „Paradyzie” pierwsza w Łodzi scena teatralna. Kilka lat po tym wydarzeniu August Hentschel, ówczesny współwłaściciel zajazdu ogłosił, że zaprasza do miasta sławnego czarnoskórego aktora, Irę Aldridge’a, który zasłynął w rolach bohaterów tragedii szekspirowskich: Otella i Makbeta. Aktorowi udało się wprawdzie przybyć do Łodzi, ale podróż ta okazała się ostatnią w jego życiu, gdyż w drodze zachorował na zapalenie płuc. Zmarł niedługo po dotarciu do miasta w domu Michała Kunkla. Został pochowany na Starym Cmentarzu, w części ewangelickiej.
30 i 31 lipca 1887 roku na ogrodowej estradzie „Paradyzu” wystąpił dwukrotnie kubański skrzypek Claudio José Domingo Brindis de Salas y Garrido (ur. w 1852 w Hawanie, zm. w 1911 w Buenos Aires). Ówczesny recenzent pisał w „Dzienniku Łódzkim”, iż co do oklasków zdaje się, że więcej zbiera ich skrzypek-murzyn, aniżeli skrzypek-artysta.
Teatr „Paradyż” wraz z zajazdem działał do 1910 roku. W latach 1911–1914 na jego miejscu stanęła frontowa kamienica wzniesiona przez Ottona Ivana Schultza według projektu Stanisława Józefa Landaua. Budynek ten posiada cztery piętra, przez wszystkie ciągną się dwa wykusze wykończone hełmami. Fasadę dodatkowo zdobią balkony z kutymi balustradami oraz fronton osadzony na pilastrach, znajdujący się nad drzwiami prowadzącymi do wejścia na klatkę schodową. Budowlę kryje mansardowy dach.
W 1927 roku wewnątrz posesji założono Instytut Leczenia Radem, pierwszą na terenie Polski lecznicę tego typu utworzoną przez Łódzkie Towarzystwo Zwalczania Raka.
W 1977 roku wszystkie pozostałości dawnego teatru przy ulicy Piotrkowskiej zostały rozebrane. W miejscu nieistniejącego budynku mieści się siedziba Zarządu Dróg i Transportu. Dziś pamiątką po „Paradyżu” są 200-letnie dęby, nadal rosnące przy alei Tadeusza Kościuszki.
10 listopada 2014 roku, z inicjatywy amerykanki Barbary Johnson-Williams oraz Elżbiety Czarneckiej ze Stowarzyszenie Miłośników off-Kultury „SMoK”, odsłonięto tablicę pamiątkową wykonaną według projektu Mariana Koniecznego, umieszczoną na ścianie kamienicy stojącej w miejscu dawnego teatru. Upamiętnia ona śmierć Iry Aldridge’a i istnienie teatru „Paradyż”.